# أندرو زيلر
أندرو زيلر (بالإنجليزية: Andrew Zeller)‏ هو لاعب كرة قدم أمريكية أمريكي، ولد في 1993 في مانشستر في الولايات المتحدة.